# ماكس فايلر
ماكس فايلر (25 سبتمبر 1900 – 1 سبتمبر 1969) لاعب كرة قدم سويسري راحل كان يجيد اللعب في خط الدفاع.
لعب طوال مسيرته الرياضية في أندية فينترثور وغراسهوبر زيوريخ.
مثل منتخب سويسرا في 37 مباراة مسجلا هدفين (1924-1936). شارك مع منتخب سويسرا في بطولة كأس العالم 1934 في إيطاليا حيث خرج من الدور الربع النهائي.
تولى تدريب نادي تشافهاوزن (1942-1947).

## وصلات خارجية
- ماكس فايلر على موقع قاعدة بيانات كرة القدم.إي يو (الإنجليزية)
- ماكس فايلر على موقع ناشيونال فوتبول تيمز (الإنجليزية)
- ماكس فايلر على موقع Soccerway.com (الإنجليزية)
- ماكس فايلر على موقع عالم كرة القدم.نت (الإنجليزية)

- هذا سيرة ذاتية